# Otto Albrecht Isbert
Otto Albrecht Isbert (* 1. April 1901 in Hagenau bei Straßburg; † 23. Februar 1986 in Gengenbach im Schwarzwald) war ein deutscher Yogalehrer und Schriftsteller. Er gilt als Mitbegründer des Yogas in Deutschland.

## Leben
Isbert war der Sohn des preußischen Generalmajors Karl Isbert und der Hedwig Körting, der Tochter von Georg Ehrenfried Körting (1844–1919).
Nach seinem Studium der Völkerkunde in Freiburg im Breisgau und Tübingen hatte er Kontakt zur Theosophie und Anthroposophie. Er war seit 1939 Angestellter beim Deutschen Auslandsinstitut in Stuttgart, Sitz am Charlottenplatz. Tätig war er hier anfangs in der Kartografischen Abteilung. Später übernahm er die Leitung dieser Abteilung.
Am 12. Mai 1928 heiratete er die Kindergärtnerin Wilhelmine Karl (1901–1986). Zusammen hatten sie zwei Söhne, den Lebensberater und Übersetzer Christian Ehrenfried Isbert (1929–1986) und Andreas Isbert (1930–2018).
1949 lernte er Yoga bei Gertrud Lietz, einer Schülerin von Mary Wigman, in Stuttgart kennen. Mitte der 1950er begann er, über das Thema zu publizieren. Ab 1959 war er deutschlandweit als Yogalehrer tätig.
Am 1. April 1962 gründete er in Freudenstadt das „Deutsche Yoga-Institut für Forschung, Lehre und Praxis e. V.“ (DYI), für das er bis 1974 tätig war. 1967 bis 1970 war er im Vorstand des Berufsverbandes der Yogalehrenden in Deutschland. Befreundet war er ab 1967 mit dem russisch-deutschen Arzt Wladimir Lindenberg. Mit ihm gemein hatte er seine jugendbewegte Prägung. Beide waren im Wandervogel aktiv. Isbert engagierte sich zudem in der jugendbewegten Verbindung Wolfstein.

## Werke (Auswahl)
- 1954: Bewusste Atempflege
- 1955: Yoga und der Weg des Westens: Der geistige Pfad d. modernen Menschen. Günther, Stuttgart
- 1955: Raja-Yoga: Der königliche Weg d. Selbstmeisterung in westlicher Sicht u. Praxis. Verlagsunion, Büdingen-Haingründau
- 1960: Yoga-Arbeit am Selbst. E. Hoffmann, Heidenheim an der Brenz
- 1960–62: Yoga-Sadhana: Geistige Yoga-Praxis. Studien- u. Übungshefte zum Raya- u. Kriya-Yoga. E. Hoffmann, Heidenheim an der Brenz
- 1962: Konzentration und schöpferisches Denken. E. Hoffmann, Heidenheim an der Brenz
- 1964: Heilkraft im Yoga für Körper und Geist. Drei Eichen Verlag, München
- 1964: Bewusste Atempflege in täglicher Praxis. Drei Eichen Verlag, München
- 1976: Das volle Yoga. Herder, ISBN 3-210-24510-X